# Покровка (Родинський район)
Покро́вка (рос. Покровка) — село у складі Родинського району Алтайського краю, Росія. Адміністративний центр Покровської сільської ради.

## Населення
Населення — 875 осіб (2010; 1094 у 2002).
Національний склад (станом на 2002 рік):
- росіяни — 82 %